# Сирия Палестина
Сирия Палестина (на латински: Syria Palaestina) e римска провинция между 135 и 390 г.

## История
Образувана е след Въстанието на Симон Бар Кохба през 135 г. от провинциите Сирия и Юдея. X Железен легион е стациониран в Елия Капитолина.
През 193/194 г. Сирия Палестина е разделена на провинциите Коилесирия (Syria Coele), Финикия (Syria Phoenice) и Палестина (Palaestina).
През късната древност има още няколко преименувания. През 390 г. Сирия Палестина е разделена на Палестина I (Юдея и Самария с център в Цезарея), Палестина II (Галилея с център в Скитополис) и Палестина III (Идумея с център в Петра).
През 7 век територията е завладяна от арабите.